# Bazaiges
Bazaiges és un municipi francès, situat al departament de l'Indre i a la regió de Centre – Vall del Loira. L'any 2007 tenia 233 habitants.

## Demografia

### Població
El 2007 la població de fet de Bazaiges era de 233 persones. Hi havia 112 famílies, de les quals 36 eren unipersonals (28 homes vivint sols i 8 dones vivint soles), 56 parelles sense fills i 20 parelles amb fills.
La població ha evolucionat segons el següent gràfic:
Habitants censats

### Habitatges
El 2007 hi havia 184 habitatges, 113 eren l'habitatge principal de la família, 53 eren segones residències i 18 estaven desocupats. 179 eren cases i 2 eren apartaments. Dels 113 habitatges principals, 90 estaven ocupats pels seus propietaris, 16 estaven llogats i ocupats pels llogaters i 7 estaven cedits a títol gratuït; 3 tenien una cambra, 9 en tenien dues, 16 en tenien tres, 35 en tenien quatre i 50 en tenien cinc o més. 91 habitatges disposaven pel capbaix d'una plaça de pàrquing. A 50 habitatges hi havia un automòbil i a 53 n'hi havia dos o més.

### Piràmide de població
La piràmide de població per edats i sexe el 2009 era:
| Homes | Edats   | Dones |
| ----- | ------- | ----- |
| 0     | 95 o +  | 0     |
| 0     | 90 a 94 | 0     |
| 8     | 85 a 89 | 8     |
| 4     | 80 a 84 | 8     |
| 12    | 75 a 79 | 12    |
| 8     | 70 a 74 | 12    |
| 16    | 65 a 69 | 8     |
| 4     | 60 a 64 | 8     |
| 4     | 55 a 59 | 4     |
| 4     | 50 a 54 | 0     |
| 8     | 45 a 49 | 8     |
| 8     | 40 a 44 | 4     |
| 12    | 35 a 39 | 8     |
| 8     | 30 a 34 | 4     |
| 8     | 25 a 29 | 8     |
| 0     | 20 a 24 | 0     |
| 0     | 15 a 19 | 4     |
| 4     | 10 a 14 | 4     |
| 4     | 5 a 9   | 8     |
| 8     | 0 a 4   | 4     |

## Economia
El 2007 la població en edat de treballar era de 135 persones, 96 eren actives i 39 eren inactives. De les 96 persones actives 90 estaven ocupades (48 homes i 42 dones) i 6 estaven aturades (4 homes i 2 dones). De les 39 persones inactives 18 estaven jubilades, 8 estaven estudiant i 13 estaven classificades com a «altres inactius».

### Ingressos
El 2009 a Bazaiges hi havia 114 unitats fiscals que integraven 240 persones, la mediana anual d'ingressos fiscals per persona era de 12.665 €.

### Activitats econòmiques
Dels 9 establiments que hi havia el 2007, 1 era d'una empresa alimentària, 1 d'una empresa de construcció, 1 d'una empresa de comerç i reparació d'automòbils, 1 d'una empresa de transport, 2 d'empreses d'hostatgeria i restauració, 1 d'una empresa financera, 1 d'una empresa de serveis i 1 d'una empresa classificada com a «altres activitats de serveis».
Dels 2 establiments de servei als particulars que hi havia el 2009, 1 era un electricista i 1 restaurant.
L'únic establiment comercial que hi havia el 2009 era una fleca.
L'any 2000 a Bazaiges hi havia 20 explotacions agrícoles que ocupaven un total de 1.144 hectàrees.

## Poblacions més properes
El següent diagrama mostra les poblacions més properes.